# Morton megye (Kansas)
Morton megye az Amerikai Egyesült Államokban, azon belül Kansas államban található. Megyeszékhelye és legnagyobb városa Elkhart. Lakosainak száma 2701 fő (2020. április 1.). Morton megye Stanton, Stevens, Texas, Cimarron és Baca megyékkel határos.

## Népesség
A megye népességének változása:
| Lakosok száma | 3227 | 3173 | 3141 | 3143 | 3007 | 2701 |
|               | 2010 | 2011 | 2012 | 2013 | 2015 | 2020 |